# عبد الرزاق المناصفي
عبد الرزاق المناصفي ولد بالقنيطرة في 5 مارس 1982 يلعب كمهاجم رفقة نادي الوداد الرياضي .
بدأ لمناصفي الحاصل على الباكالوريا تخصص علوم طبيعية  رفقة فريق مدينته النادي القنيطري سنة 2000 واستمر معه حتى سنة 2002 حين غير الوجهة إلى نهضة بركان الذي لعب له موسم واحد فقط قبل أن يعود إلى النادي القنيطري وقضى معه ثلاث مواسم ، وبحلول العام 2006 انتقل إلى نادي المغرب التطواني والذي لعب معه موسم واحد وتألق رفقته بتوقيع 13 هدفاً في جميع المسابقات ، وفي يناير 2007 وفي عز تألقه مع الماط خطفه نادي الجيش الملكي والذي قاده لحصد البطولة المغربية موسم 2008/2007 وسجل له في ذلك الفترة 6 أهداف وتوج في نفس الموسم بلقب هداف البطولة المغربية برصيد 13 هدفاً (7 مع المغرب التطواني و 6 مع الجيش المكي) ، سنة 2010 غير لمناصفي الوجهة صوب ناديه السابق المغرب التطواني والذي لعب له موسمين سجل له 9 أهداف في 36 مباراة في الدوري المغربي وقاده للفوز بلقب البطولة المغربية لأول مرة في تاريخه سنة 2012 ، وفي يوليو 2012 وقع عقداً رفقة نادي الوداد الرياضي لمدة موسمين لكنه لم يلعب له في الموسم الأول إلا في 19 مباراة وسجل 4 أهداف في جميع المسابقات
على صعيد المنتخبات الوطنية فقد لعب لمناصفي للمنتخب المغربي للمحليين وتوج معه بلقب كأس العرب سنة 2012 بالسعودية و يلعب الآن - سنة 2014 - ضمن فريق الاتحاد الزموري للخميسات

## روابط خارجية
- عبد الرزاق المناصفي على موقع قاعدة بيانات كرة القدم.إي يو (الإنجليزية)